# Croton lawianus
Croton lawianus là một loài thực vật có hoa trong họ Đại kích. Loài này được Nimmo ex Dalzell & A.Gibson mô tả khoa học đầu tiên năm 1861.